# Karl Menzies
Karl Menzies (Devonport, 17 giugno 1977) è un ex ciclista su strada australiano, professionista dal 2006 al 2017.

## Carriera
Originario della Tasmania ma trasferitosi negli Stati Uniti per gareggiare, vestì per undici anni la maglia della Health Net/UnitedHealthcare, partecipando perlopiù alle prove dei circuiti ciclistici americano ed oceaniano.
Negli oltre quindici anni di attività a livello Elite raccolse un buon numero di affermazioni, fra cui quella nel Tour of Elk Grove 2009, e diversi piazzamenti. Nel 2004 concluse al terzo posto il Tour de Korea e nel 2008 fu secondo alla Lancaster Classic, preceduto da Jurij Metlušenko. Nel 2007 chiuse al secondo posto nella classifica dell'UCI Oceania Tour, dietro a Robert McLachlan; ottenne tale piazzamento soprattutto grazie al secondo posto conseguito al Tour Down Under, che in quell'anno era classificato come prova di classe 2.HC ed era la competizione più importante del circuito. Nella breve corsa a tappe Menzies vinse la prima frazione ma perse la classifica generale per soli tre secondi a favore dello svizzero Martin Elmiger.
In carriera prese parte numerose volte ai campionati nazionali, sia a cronometro sia in linea, vincendo la medaglia di bronzo nella prova in linea nel 2007. Si è ritirato dall'attività a fine 2017.

## Palmarès
- 2001 (Dilettanti, una vittoria)

2ª tappa Tour of Southland (Invercargill > Bluff)
- 2003 (Dilettanti, tre vittorie)

1ª tappa Cascade-Lounge Bar Nothern Tour
2ª tappa Cascade-Lounge Bar Nothern Tour
Classifica generale Cascade-Lounge Bar Nothern Tour
- 2004 (Dilettanti, una vittoria)

1ª tappa Herald Sun Tour (Lygon Street Criterium - Melbourne)
- 2005 (Health Net, una vittoria)

2ª tappa International Cycling Classic - Superweek (Menasha Classic Criterium - Menasha)
Classifica generale International Cycling Classic - Superweek
2ª tappa Tour of Southland (Invercargill > Bluff)
- 2006 (Health Net, undici vittorie)

Snelling Road Race
4ª tappa Nature Valley Grand Prix - North Star Grand Prix (Mankato > Mankato)
Classifica generale Nature Valley Grand Prix - North Star Grand Prix
3ª tappa Parker Mainstreet Omnium
Classifica Generale Parker Mainstreet Omnium
12ª International Cycling Classic - Superweek (Cedarburg Cycling Classic Criterium - Cedarburg)
2ª tappa San Dimas Stage Race (San Dimas)
1ª tappa Tour de Toona (Altoona > Altoona, criterium)
2ª tappa Tour de Nez (Mighty Tour de Nez Criterium - Truckee)
2ª tappa Redlands Bicycle Classic
2ª tappa Bermuda Grand Prix
2ª tappa Herald Sun Tour (Shepparton > Bendigo)
- 2007 (Health Net, quindici vittorie)

Merco Credit Union - Foothills Road Race
Tour of Alpine Valley Road Race
2ª tappa Tour de Toona (Cairnbrook)
5ª tappa Tour de Toona (Martinsburg)
7ª tappa Tour de Toona
Classifica generale Tour de Toona
1ª tappa Bermuda Grand Prix
2ª tappa Bermuda Grand Prix
3ª tappa Bermuda Grand Prix
2ª tappa Joe Martin Stage Race
4ª tappa Joe Martin Stage Race
1ª tappa Tour Down Under (Mawson Lakes > Tanunda)
2ª tappa McLane Pacific Classic - Merco Credit Union Downtown Criterium and Foothills Road Race, (Merced > Merced)
3ª tappa Edgar Soto Memorial
4ª tappa International Cycling Classic - Superweek (Est Troy > East Troy)
- 2009 (OUCH, due vittorie)

Classifica generale Tour of Elk Grove
13ª tappa (Milwaukee > Milwaukee)
- 2010 (UnitedHealthcare, tre vittorie)

Classifica Generale Tour of Murrieta
4ª tappa Joe Martin Stage Race
11ª tappa Tour of America's Dairyland
- 2011 (UnitedHealthcare, una vittoria)

1ª tappa Tour of Elk Grove
- 2015 (UnitedHealthcare, una vittoria)

3ª tappa Gateway Cup

### Altri successi
- 2004 (Dilettanti, una vittoria)

Heritage Square Classic Criterium - Sheboygan
- 2005 (Advantage Benefits, tre vittorie)

Arlington Classic Criterium
Criterium di Ulverstone
- 2006 (Health Net, due vittorie)

Santa Cruz Classic Criterium
Cherry Pie Criterium
Criterium di Napa
Criterium di Sausalito
- 2008 (Health Net, una vittoria)

Spring Classics Grand Prix (criterium)
- 2009 (OUCH, una vittoria)

Sunny King Criterium
- 2010 (UnitedHealthcare, due vittorie)

Dilworth Criterium - USA CRITS Speed Week
Athens Twilight Criterium
- 2011 (UnitedHealthcare, una vittoria)

Sandy Springs Criterium - USA CRITS Speed Week
- 2013 (UnitedHealthcare, una vittoria)

Sandy Springs Criterium - USA CRITS Speed Week
- 2015 (UnitedHealthcare, una vittoria)

Criterium di Dana Point

## Piazzamenti

### Competizioni mondiali
- Campionati del mondo su strada

Richmond 2015 - Cronosquadre: 19º